# Novoahtîrka, Novoaidar
Novoahtîrka (în ucraineană Новоахтирка) este localitatea de reședință a comunei Novoahtîrka din raionul Novoaidar, regiunea Luhansk, Ucraina.

## Demografie
Componența lingvistică a localității Novoahtîrka
     Ucraineană (84,39%)
     Rusă (14,98%)
     Alte limbi (0,43%)
Conform recensământului din 2001, majoritatea populației localității Novoahtîrka era vorbitoare de ucraineană (84,39%), existând în minoritate și vorbitori de rusă (14,98%).